# Reed City
Reed City – miasto w Stanach Zjednoczonych, w stanie Michigan, w hrabstwie Osceola (siedziba władz hrabstwa), nad rzeką Hersey. Miasto leży w północno-zachodniej części Półwyspu Dolnego, w odległości około 100 km na północ od Grand Rapids, z którym jest połączone drogą krajową U.S. Route 131. W 2010 r. miejscowość zamieszkiwało 2425 osób, a w przeciągu dziesięciu lat liczba ludności spadła o 1,5%.